# ヴィト・アコンチ
ヴィト・アコンチ（イタリア語：[ˈviʃ], /əˈkɒ/ 1940年1月24日 - 2017年4月27日）は、アメリカの影響力のあるパフォーマンス、ビデオ、インスタレーションのアーティストで、その多様な活動は最終的に彫刻、建築デザイン、ランドスケープデザインも含んでいました。彼の基礎となるパフォーマンスとビデオアートは、「実存的不安」、展示主義、不快感、侵犯、挑発、そしてウィットと大胆さを特徴とし、しばしば公的-私的、同意的-非同意的、現実世界-芸術世界といった境界を横断することを伴うものであった。彼の作品は、ローリー・アンダーソン、カレン・フィンリー、ブルース・ナウマン、トレーシー・エミンなどのアーティストに影響を与えたと考えられている。アコンチは当初、過激な詩に関心を抱いていたが、1960年代後半には、シチュアシオニスト（Situationist）の影響を受けたパフォーマンスを路上や小規模な観客のために行い、身体や公共空間を探求する作品を制作するようになる。彼の最も有名な作品は、ニューヨークの路上でランダムに通行人を選び、可能な限り彼らを追跡した『Following Piece』（1969年）と、ソナベンド・ギャラリーの仮設床下にいる間に自慰行為をしたと主張し、来場者が上を歩き、彼の話し声を聞いた『Seedbed』（1972年）の2作品であった。